# Sarah Jeong
Sarah Jeong (née en 1988 en Corée du Sud) est une journaliste américaine spécialisée dans les nouvelles technologies de l'information et de la communication. Après une carrière à The Verge et Motherboard, elle rejoint le New York Times en 2018.

## Biographie
Sarah Jeong est née en Corée du Sud en 1988. Ses parents déménagent à New York pour suivre leurs études alors qu'elle a trois ans.
Jeong suit ses études à l'université de Californie à Berkeley et à la faculté de droit de Harvard, où elle est rédactrice en chef du Harvard Journal of Law & Gender.
Jeong travaille ensuite comme journaliste où elle se spécialise dans les questions liées aux nouvelles technologies de l'information et de la communication (NTIC) et à la cyberculture pour The Verge, Forbes, Motherboard, The Guardian, Slate et Wired,,.
En 2015, Jeong fait paraitre, chez Forbes, un livre intitulé The Internet of Garbage, qui traite du cyberharcèlement et de son traitement par les médias et les hébergeurs,.
En 2017, Jeong est naturalisée américaine.
En août 2018, Jeong est recrutée par le New York Times pour faire partie de son comité de rédaction où elle devient la rédactrice en chef chargée des questions liées aux NTIC. Cette embauche entraîne une controverse en raison de nombreux tweets de Jeong, écrits pour la plupart en 2013 et 2014, jugés comme racistes contre les blancs ou agiste. 
Jeong nie qu'il s'agisse de tweets racistes mais les décrit comme un « contre-troll » dirigé à l'encontre de ses opposants blancs qu'elle accuse de la harceler. Jeong déclare aussi regretter ces tweets. Le New York Times déclare avoir eu connaissance de ces tweets avant d'embaucher Jeong et ne revient pas sur cette embauche qui est effective en septembre 2018,.
Jeong quitte le comité de rédaction du New York Times en août 2019 pour devenir éditorialiste dans le même journal.